# Реальна гімназія
Реальна гімназія — в Польській Республіці, Російській імперії, середній загальноосвітній навчальний заклад, в навчальному плані якого провідне місце було відведене предметам природничо-математичного циклу і замість класичних (грецька і латина) вивчалися живі іноземні мови. Як тип середнього навчального закладу склалася в середині XIX століття.
Реальні гімназії (7-класні) були засновані Статутом 1864 поряд з класичними гімназіями.
Випускники реальних гімназій допускалися до конкурсних іспитів у вищі технічні навчальні заклади, але в університет не приймалися. У 1872 замість реальних гімназій були створені реальні училища.